# Guess Who’s Back?
Guess Who's Back? – kompilacja amerykańskiego rapera 50 Centa. Została wydana w 2002 roku. Kilka utworów na niej zawartych ukazało się wcześniej na płycie Power of the Dollar. Okładka albumu została później użyta w teledysku do utworu „Piggy Bank”. Kompozycja został nagrana w Kanadzie.
Album zadebiutował na 28. miejscu notowania Billboard 200.

## Lista utworów
| Nr | Tytuł                         | Goście           | Czas |
| -- | ----------------------------- | ---------------- | ---- |
| 1  | „Killa Tape” (Intro)          |                  | 2:58 |
| 2  | „Rotten Apple”                |                  | 4:26 |
| 3  | „Drop” (skit)                 |                  | 0:16 |
| 4  | „That's What's Up”            | G-Unit           | 4:09 |
| 5  | „U Not Like Me”               |                  | 4:10 |
| 6  | „50 Bars”                     |                  | 3:33 |
| 7  | „Life's on the Line”          |                  | 3:38 |
| 8  | „Get out the Club”            |                  | 4:22 |
| 9  | „Be a Gentleman”              |                  | 2:40 |
| 10 | „Fuck You”                    |                  | 3:55 |
| 11 | „Too Hot”                     | Nature, Nas      | 3:45 |
| 12 | „Who U Rep With”              | Nas, Bravehearts | 4:21 |
| 13 | „Corner Bodega”               |                  | 1:34 |
| 14 | „Ghetto Qu'ran (Forgive Me)”  |                  | 4:29 |
| 15 | „As The World Turns”          | U.G.K.           | 4:20 |
| 16 | „Whoo Kid Freestyle”          |                  | 1:15 |
| 17 | „Stretch Armstrong Freestyle” |                  | 1:19 |
| 18 | „Doo Wop Freestyle”           |                  | 2:25 |